# Asphalakah

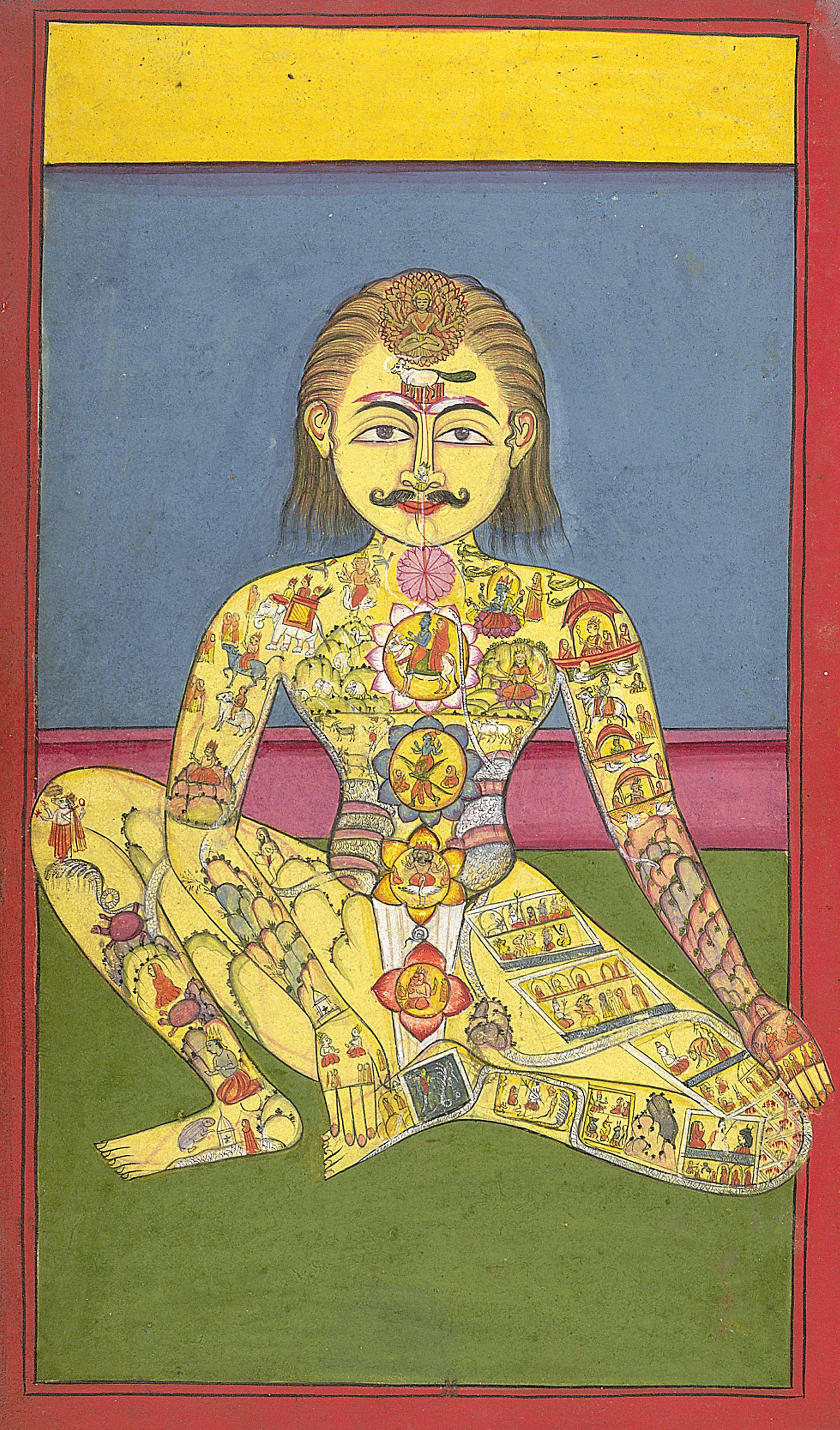
oude Tibetaanse kaart met de 7 Chakra's en de belangrijkste marmapunten

Asphalakah (Asphalakah-punt) is een marmapunt gelegen op de rug. Marmapunten worden in Oosterse filosofieën gebruikt bij massage, yoga, reflexologie en reiki. Men gelooft dat een marmapunt op een nadi ligt en zo een uitwerking kan hebben op een bepaald lichaamsdeel, proces of emotie
| Asphalakah |                                                                  |
| ---------- | ---------------------------------------------------------------- |
| Positie    | Asphalakah is gelegen op het bovenste deel van de schouderbladen |
| Functie    | het punt heeft invloed op de zwezerik en het hart (fysiek)       |

## Overige marmapunten
Naar schatting zijn er 62.000 marmapunten in het lichaam. De belangrijkste 52 zijn: